# Yvonne Elliman

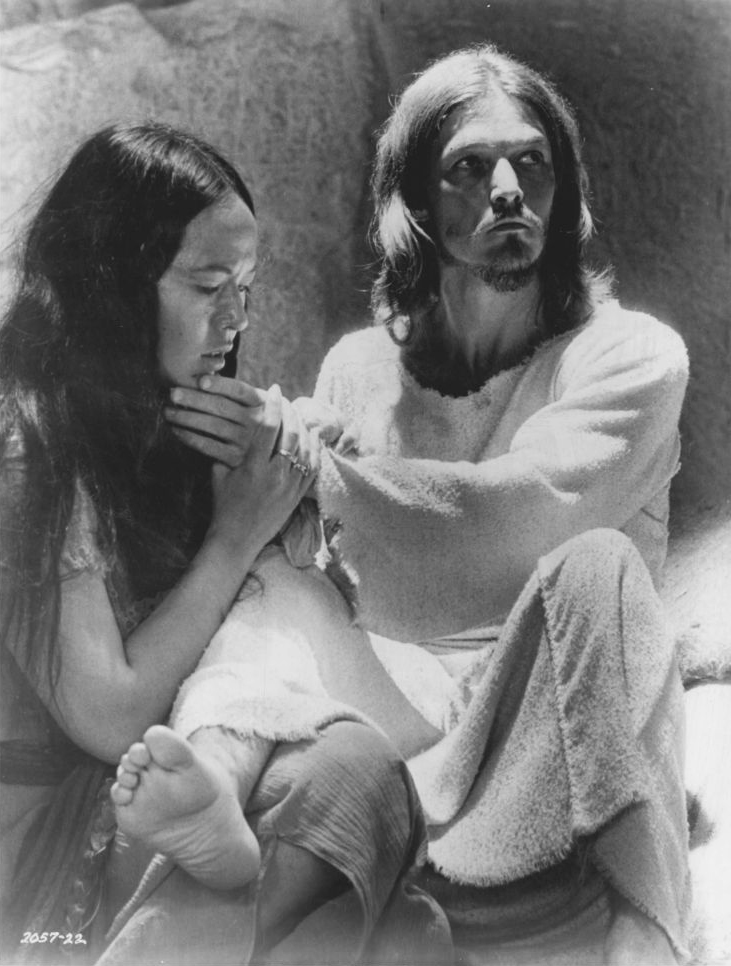
Elliman en su papel de María Magdalena, en la película Jesus Christ Superstar.

Yvonne Marianne Elliman (Honolulu, Hawái, 29 de diciembre de 1951), conocida como  Yvonne Elliman es una cantante y actriz estadounidense. Su padre era de ascendencia irlandesa, y su madre, de ascendencia japonesa. Nació y creció en Honolulu, y se graduó en el colegio "President Theodore Roosevelt" en 1970.

## Carrera
La carrera de cantante de Elliman se inició a principios de 1970 en Londres donde actuó como vocalista en diversos bares y clubes. Esto dio lugar a un contrato de grabación y una estrecha relación y un respaldo por parte de Eric Clapton, a quien acompañó en muchos de sus éxitos de la década de 1970 incluida su versión del tema de Bob Marley, "I Shot the Sheriff". 
También cantó en el papel de María Magdalena en el álbum original de Jesucristo Superstar y en las posteriores versiones de Broadway y en la película, y logró su primer éxito con la balada "I Don't Know How To Love Him". La canción fue su primera entrada en las listas en Estados Unidos, ocupó el puesto 28 en 1971. Esta actuación le proporcionó una nominación a los Globos de Oro como Mejor Actriz en una Comedia o Musical en 1974, siendo la primera hawaiana en conseguirlo por un papel principal.
Su carrera comenzó a despegar a partir de este punto y consiguió varios éxitos, incluyendo versiones de la canción de Barbara Lewis "Hello Stranger" y "Love Me" de los Bee Gees. Su mayor éxito llegó en 1977 con "If I Can't Have You" , su número 1 de la banda sonora de Fiebre del sábado por la noche, canción que también fue escrita por los Bee Gees. Cuando esa canción fue número 1, Elliman se convirtió en la primera mujer de las islas del Pacífico en tener una canción encabezando las listas.
Después de un parón considerable, Yvonne Elliman reapareció en la escena musical en 2004 con un álbum titulado Simple Needs, que volvió a ser editado 12 de junio de 2007. Elliman ha continuado actuando en festivales de música, actos benéficos y conciertos en todo el mundo.

## Discografía

### Álbumes
| Año  | Álbum                                                                        |
| ---- | ---------------------------------------------------------------------------- |
| 1972 | Yvonne Elliman                                                               |
| 1973 | Food of Love                                                                 |
| 1975 | Rising Sun                                                                   |
| 1977 | Love Me                                                                      |
| 1978 | Night Flight                                                                 |
| 1979 | Yvonne                                                                       |
| 1995 | The Very Best of Yvonne Elliman                                              |
| 1997 | The Best of Yvonne Elliman                                                   |
| 1999 | If I Can't Have You                                                          |
| 1999 | Yvonne Elliman                                                               |
| 2001 | The Collection                                                               |
| 2004 | Simple Needs                                                                 |
| 2004 | 20th Century Masters - The Millennium Collection: The Best of Yvonne Elliman |
| 2016 | Night Flight/Yvonne (compilado)                                              |

### Sencillos
- 1974, "I Shot the Sheriff" (Elliman sings backing vocals)
- 1971, "I Don't Know How to Love Him"  US: Pop #28, AC #15
- 1971, "Everything's Alright"  US: Pop #92
- 1976, "Love Me"  US: Pop #14, AC #5
- 1977, "Hello Stranger"  US: Pop #15, AC #1 (4 semanas)
- 1977,  "I Can't Get You Outa My Mind"  US: AC #19 (did not chart Pop)
- 1977,  "If I Can't Have You"  US: Billboard Hot 100 #1, AC #9, Dance #11
- 1978,  "Lay Down Sally" (Elliman Sings Backing vocals)
- 1979,  "Savannah"
- 1979,  "Moment By Moment"  US: Pop #59, AC #32
- 1979,  "Love Pains"  US: Pop #34, AC #33, Dance #2
- 1983, "Edge of the World"  WarGames soundtrack
- 2003, "Slippery Slide"
- 2003, "Simple Needs"
- 2003, "Steady As You Go"
- 2003, "Queen Of Clean"
- 2014, "Up Where We Belong" con Ted Neeley